# Scottish Premier League 2007/2008
Clydesdale Bank Scottish Premier League 2007/2008 byla desátou sezónou v historii Scottish Premier League - nejvyšší skotské fotbalové ligy. Úvodní kolo bylo zahájeno 4. srpna 2007. Po odehrání 33 kol se liga rozdělila na poloviny a posledních pět zápasů bylo odehráno mezi účastníky každé sekce. První dva týmy v konečném pořadí budou v následujícím roce hrát Ligu mistrů, tým na třetím místě a vítěz Skotského poháru bude hrát Pohár UEFA. Zaniklému týmu Gretna FC bylo odebráno 10 bodů kvůli špatné administrativě.

## Stadiony
| Klub                | Stadion            | Kapacita |
| ------------------- | ------------------ | -------- |
| Celtic              | Celtic Park        | 60 832   |
| Rangers             | Ibrox Stadium      | 51 082   |
| Aberdeen            | Pittodrie          | 22 199   |
| Kilmarnock          | Rugby Park         | 18 128   |
| Hibernian           | Easter Road        | 17 500   |
| Hearts              | Tynecastle Stadium | 17 420   |
| Dundee United       | Tannadice Park     | 14 209   |
| Motherwell / Gretna | Fir Park           | 13 742   |
| St. Mirren          | St. Mirren Park    | 10 800   |
| Inverness CT        | Caledonian Stadium | 7 500    |
| Falkirk             | Falkirk Stadium    | 6 935    |

## Tabulka
Poslední aktualizace: 26. 5. 2009.
| Poř. | Tým           | Z  | V  | R  | P  | VG | OG | B  |
| ---- | ------------- | -- | -- | -- | -- | -- | -- | -- |
| 1.   | Celtic        | 38 | 28 | 5  | 5  | 84 | 26 | 89 |
| 2.   | Rangers       | 38 | 27 | 5  | 6  | 84 | 33 | 86 |
| 3.   | Motherwell    | 38 | 18 | 6  | 14 | 50 | 46 | 60 |
| 4.   | Aberdeen      | 38 | 15 | 8  | 15 | 50 | 58 | 53 |
| 5.   | Dundee United | 38 | 14 | 10 | 14 | 53 | 47 | 52 |
| 6.   | Hibernian     | 38 | 14 | 10 | 14 | 49 | 45 | 52 |
| 7.   | Falkirk       | 38 | 13 | 10 | 15 | 45 | 49 | 49 |
| 8.   | Hearts        | 38 | 13 | 9  | 16 | 47 | 55 | 48 |
| 9.   | Inverness CT  | 38 | 13 | 4  | 21 | 51 | 62 | 43 |
| 10.  | St Mirren     | 38 | 10 | 11 | 17 | 26 | 54 | 41 |
| 11.  | Kilmarnock    | 38 | 10 | 10 | 18 | 39 | 52 | 40 |
| 12.  | Gretna        | 38 | 5  | 8  | 25 | 32 | 83 | 13 |